# Kiss Antal (atléta)
Kiss Antal (Gyöngyös, 1935. december 30. – Tatabánya, 2021. április 7.) olimpiai ezüstérmes magyar atléta, gyalogló, edző.

## Pályafutása
Kiss Antal 1935. december 30-án született Gyöngyösön. Gyöngyösön járt általános iskolába, majd beiratkozott a szakmunkásképzőbe, ahol géplakatos szakmunkás-vizsgát tett. 1951-ben testnevelő tanára, Kömlei Károly hatására kezdett el atletizálni, még ebben az évben a Normafánál rendezett erdei futóbajnokságon országos bajnok lett. 
Egészen 1960-ig közép- és hosszútávfutással foglalkozott, mígnem az az évben rendezett Bányász Bajnokságon el nem indult a 10 km-es gyaloglás számban, melyet meglepetésre megnyert. Ezután csak gyaloglással foglalkozott. Az 1961-es atlétikai bajnokságon még második lett, 1962-ben azonban már magyar bajnok lett a 20 km-es számban. Összesen tizenegyszeres magyar bajnok, ötször egyéniben és hatszor csapatban. A magyar válogatott szerelését 1961-től tizenkilencszer húzhatta magára. 
1974-ben hagyott fel az aktív sportolói pályafutással; ezután edzőként működött. 1962-től egészen 1989-es nyugalmazásáig a Tatabányai Szénbányák Vállalatnál dolgozott. 2013 óta a gyöngyösi Kálváriaparti Sport- és Általános Iskola tornacsarnoka az ő nevét viseli.

## Kitüntetései, elismerései
- Munka Érdemrend ezüst fokozat (1968)
- Kiváló sportoló (1968)
- Érdemes sportoló
- Magyar atlétikáért bronz fokozat (1983)
- Kiváló nevelőmunkáért elismerés
- Magyar atlétikáért ezüst fokozat (1992)
- Tatabánya város ezüst Turul-díj (1996)
- Magyar Atlétikai Szövetség legjobb utánpótlás nevelő-edző (2003)
- Magyar atlétikáért arany fokozat (2005)
- Tatabánya megyei jogú város legjobb edzője (2006)
- Tiszteleti érem az olimpiai eszme terjesztéséért (2006)
- Gyöngyös város által adományozott aranyfokozat (2006)
- Gyöngyös város díszpolgára (2007)
- Komárom-Esztergom megye legeredményesebb edzője (2008)
- Sportegyesületek Országos Szövetsége emlékérem (2010)